# Herren (Band)
Herren ist eine deutsche Neue-Deutsche-Härte-Band aus Dessau.

## Geschichte
Herren wurden 2012 von Henry Henze und Thilo Reinhardt gegründet, die bis 2001 gemeinsam bei der Band Woodland gespielt hatten. Henze und Reinhard verständigten sich über den angestrebten Musikstil und den Plan fortan deutsche Texte zu vertonen. In diesem Zusammenhang bestanden beide auf die Wahl eines deutschen Bandnamens. Der Name Herren wurde aufgrund der Mehrdeutigkeit gewählt. Bis zum Jahr 2013 stabilisierte sich eine erste Bandbesetzung.

„Tatsächlich ist von Woodland nichts mehr übrig. Wir haben uns musikalisch in eine andere Richtung entwickelt, haben eine neue Bandbesetzung, das bringt Einflüsse mit sich. Die Musik von Woodland ist geprägt vom Lebensgefühl der 90er. HERREN ist musikalisch wie textlich viel härter und direkter, nichts ist mehr zufällig.“

2014 erschien ihre erste Single Lauf weg, 2015 folgte das Debütalbum Lust. Zu den Liedern Lauf weg, Engel weinen und Liebe mich wurden jeweils Videos auf YouTube veröffentlicht. Im September 2016 sprang Martin Soer als Sänger ein, der auch Sänger der NDH-Band Stahlmann ist. Als Support begleitete Herren unter anderem Ost+Front und Heldmaschine auf Tour. In den Jahren 2015 und 2016 hatten sie Auftritte auf der Nocturnal Culture Night.
2017 gingen Herren einen Vertrag mit SPV ein. Sänger auf dem neuen Studioalbum Neue Deutsche Herrlichkeit wurde der Neue-Deutsche-Welle-Sänger Hubert Kah, von dem sich die Band anschließend wieder trennte.
Im Jahr 2019 kehrt der Sänger Christian Reichel zurück zu den Herren. Darauf folgen Auftritte mit Heldmaschine, Ost+Front und Märzfeld. 2023 wurde der Single Regen feat. Miss ScarRed veröffentlicht und die Band trat u. a. in Dessau bei Under the Bridge und auf dem Metal Frenzy Festival in Gardelegen auf.

## Diskografie
- 2014: Lauf weg (Single)
- 2015: Lust (Album)
- 2017: Neue Deutsche Herrlichkeit (Album, Laute Helden/SPV)
- 2023: Regen (Single)